# 1960-as magyar öttusabajnokság
Az 1960-as magyar öttusabajnokságot szeptember 24. és 28. között rendezték meg. A viadalt Török Ferenc nyerte meg, aki ezzel mevédte bajnoki címét. A csapatversenyt a Bp. Honvéd nyerte.

## Eredmények

### Férfiak

#### Egyéni
| Hely | Név              | Klub       | Eredmény |
| ---- | ---------------- | ---------- | -------- |
| 1.   | Török Ferenc     | Bp. Honvéd | 5200     |
| 2.   | Balczó András    | Csepel SC  | 5015     |
| 3.   | Szaniszló József | Bp. Honvéd | 5071     |
| 4.   | Földi László     | Csepel SC  | 5052     |
| 5.   | Szabó Sándor     | MAFC       | 5047     |
| 6.   | Bódi János       | Bp. Honvéd | 4941     |
| 7.   | Nagy Imre        | MAFC       | 4905     |
| 8.   | Török Ottó       | Bp. Honvéd | 4662     |
| 9.   | Móna István      | Bp. Honvéd | 4607     |
| 10.  | Németh Ferenc    | Csepel SC  | 4595     |

#### Csapat
| Hely | Név                                        | Klub       | Eredmény |
| ---- | ------------------------------------------ | ---------- | -------- |
| 1.   | Bódi János, Török Ferenc, Szaniszló József | Bp. Honvéd | 15 482   |
| 2.   | Balczó András, Németh Ferenc, Földi László | Csepel SC  | 14 770   |
| 3.   | Mujzer János, Nagy Imre, Szabó Sándor      | MAFC       | 14 445   |